# Храм на небето
Храмът на небето (китайски: традиционен = 天壇; опростен = 天坛 | p = Tiāntán) е даоистки комплекс от храмови сгради, разположени в южната част на Централен Пекин. Комплексът е посещаван от императорите от династия Мин и Цин за годишните церемонии с молитви към Небесата за добра реколта.

## История
Комплексът е построен от 1406 до 1420 г. по времето на император Юнг Ло, който е наредил и изграждането на Забранения град в Пекин. Разширен е и преименуван на Храм на небето по времето на император Цзя Цзин през 16 век. Той построява още 3 забележителни храма в Пекин: Храм на Слънцето (Temple of Sun, 日壇) – на изток, Храм на Земята (Temple of Earth, 地壇) – на север, и Храм на Луната (Temple of the Moon, 月壇) – на запад. Храмът на небето е обновен през 18 век по времето на император Цянлун. Това е и последното голямо обновяване на храм през императорската епоха.
Храмът е бил окупиран от Англо-френския съюз през Втората опиумна война. През 1900 г., по време на Ихетуанското въстание (Боксьорско въстание), Съюзът на 8-те държави (Eight Nation Alliance) окупира храмовия комплекс и го превръща във временен команден център в Пекин, което продължава 1 г. Окупацията осквернява храма и оставя сериозни поражения на сградите и градината. Съобщава се за кражби на храмови ценности и артефакти от хора на съюза. С падането на династия Цин храмовият комплекс е оставен на произвола на съдбата, което води до срутването на няколко зали през следващите години.
През 1914 г. Юан Шъкай, президентът на Република Китай, изпълнява церемонията на Мин в храма като част от усилията му да бъде провъзгласен за император на Китай. През 1918 г. храмовият комплекс е превърнат в парк и за първи път отворен за обществеността.
Храмът на небето е записан в Списък на световното културно и природно наследство на ЮНЕСКО през 1998 г. и е описан като „шедьовър на архитектурния и релефен дизайн, който просто и графично илюстрира значението на космогонията за еволюцията на една от най-великите цивилизации на света...“ и е имал влияние върху архитектурата и дизайна в продължение на много векове.
Околностите на Храма на небето в наши дни са много популярен парк за упражнения.

## Постройки
Храмът е разположен на 2,73 km² парк и се състои от 3 основни групи постройки, всичките построени според строгите философски изисквания.
- Залата за молитви за добра реколта (Hall of Prayer for Good Harvests, 祈年殿) е величествена кръгла сграда, с 36 метра диаметър и височина 38 метра. Построена е на 3 равнища на мраморна основа, където императорът се е молел за добра реколта. Сградата е изцяло дървена, без използване на пирони. Оригиналната сграда е била опожарена от светкавица през 1889 г. Сградата е възстановена в сегашния си вид няколко години след инцидента.

- Императорският небесен свод (Imperial Vault of Heaven, 皇穹宇) е кръгла сграда, изградена върху мраморна основа. Намира се на юг от Залата за молитви за добра реколта и я наподобява, но е по-малка. Обградена е от гладка кръгла стена, т.нар. Ехо стена (Echo Wall), която може да препредава звуци на далечни разстояния. Свързан е с Моста на алените стъпки (Vermilion Steps Bridge), който е дълъг 360 метра бавно издигащ се мост.

- Кръглият олтар (Circular Mound Altar, 圜丘坛) е разположен на юг от Императорския небесен свод. Той е празна кръгла платформа на 3 равнища от мраморен камък, всяко от които богато украсено с издълбани фигури на дракони. Броят на различните елементи и орнаменти е равен на свещеното число 9 или кратен на него. Центърът на олтара е кръгла плоча, наречена Сърцето на небето (Heart of Heaven, (天心石) или Върховният Ян (Supreme Yang, (太阳石), където императорът се е молел за добро време. Благодарение на дизайна на олтара гласът на молещия се е бил отразяван от парапета и се създавал значителен резонанс, за който се предполагало, че помага на молещия се за връзката с небето. Олтарът е изграден през 1530 година от император Jiajing и е реконструиран през 1740 г.

## Церемонии
Императорът и неговата свита 2 пъти годишно се местят от Забранения град през Пекин и се настаняват в храмовия комплекс, носейки специални роби и въздържайки се да ядат месо. Не е било позволено на обикновени китайски граждани да гледат тази церемония. В храмовия комплекс императорът лично се е молел за добра реколта. Върховата част от церемонията по време на зимното слънцестоене Dongzhi се е изпълнявала от императора на Земния хълм (Earthly Mount). Церемонията е трябвало да се изпълнява много точно, защото се е считало, че и най-малките грешки са знак за лоша поличба за цялата нация през идващата година.

## Символизъм
Земята е представяна чрез квадрат, а Небесата – от кръг; на различни места в храмовия комплекс има символи за връзката на Небесата и Земята, на кръга и квадрата. Целият храмов комплекс е ограден от 2 пояса стени.
Числото 9 представя императора и има значение при дизайна на Кръглия олтар: единична кръгла мраморна плоча е обградена от кръг от 9 плочи, след това кръг от 18 плочи и т.н., докато се стигне до 9-ия кръг с 9 по 9 (81) плочи.
Всички сгради на храма имат тъмносини плочки на тавана, символизиращи Небесата.